# Namida ga Tomaranai Hōkago
Singles de Morning Musume
Joshi Kashimashi Monogatari
(22 juillet 2004) The Manpower!
(19 janvier 2005)
Namida ga Tomaranai Hōkago (涙が止まらない放課後, "Les larmes qui ne s'arrêtent pas après l'école") est le 24e single du groupe de J-pop Morning Musume.

## Présentation
Le single sort le 3 novembre 2004 au Japon sur le label zetima. Il est écrit, composé et produit par Tsunku. Il atteint la 4e place du classement des ventes de l'Oricon, et reste classé pendant sept semaines, pour un total de 65 873 exemplaires vendus durant cette période. Il sort également dans une édition limitée avec une pochette différente et cinq cartes photo en supplément, ainsi qu'au format "single V" (DVD contenant le clip vidéo) une semaine plus tard.
C'est le premier single du groupe sorti après les départs de Nozomi Tsuji et Ai Kago, qui l'ont quitté trois mois plus tôt pour former leur duo W. La chanson-titre du single figurera sur le sixième album du groupe, Ai no Dai 6 Kan, qui sort le mois suivant. Les lead vocalistes sont Asami Konno et Sayumi Michishige car elles n' ont pas beaucoup de  ligne solo  normalement .

## Formation
Membres du groupe créditées sur le single :
- 1re génération : Kaori Iida
- 2e génération : Mari Yaguchi
- 4e génération : Rika Ishikawa, Hitomi Yoshizawa
- 5e génération : Ai Takahashi, Asami Konno, Makoto Ogawa, Risa Niigaki
- 6e génération : Miki Fujimoto, Eri Kamei, Sayumi Michishige,  Reina Tanaka

## Titres
Single CD
1. Namida ga Tomaranai Hōkago (涙が止まらない放課後?)
2. Nebō Desu. Date na no Ni… (寝坊です。デートなのに…?)
3. Namida ga Tomaranai Hōkago (Instrumental) (涙が止まらない放課後...?)

Single V (DVD)
1. Namida ga Tomaranai Hōkago (涙が止まらない放課後?) (clip vidéo)
2. Namida ga Tomaranai Hōkago (Yureru Houkago Ver.) (涙が止まらない放課後 (ゆれる放課後 Ver.)?)
3. Making Eizo (メイキング映像?) (making of)